# デブパレード
デブパレード (DEV PARADE) は、体重が100kg以上あるミュージシャンが集まり結成された日本のロックバンド。グループ名はデフ・レパードのパロディである。

## 概要
2006年6月に結成し、2007年よりライブ活動を開始。2008年6月に「BODY&SOUL/cosmic mind」でデフスターレコーズからメジャー・デビュー。
アニメ「NARUTO-ナルト- 疾風伝」で楽曲が抜擢されたが勢いは続かず、2011年2月に「メンバーが痩せてしまった」と言う体で解散した。

## メンバー
ハンサム判治(Vocal)
赤いデブ。愛知県出身。
ハンサム兄弟のリーダー。
smiles davisのボーカル&トランペット。
俳優業も行っている。
映像会社soybeansの代表取締役。
COYASS(MC)
黄色いデブ。東京都出身。
MIC BANDITZ、Bro.Hi(SOUL'd OUT)と共に立ち上げたDIGIMORAL4THのメンバー。
休止中ではあるが、自身がリーダーのKOUZUIという大人ミクスチャーバンドもある。
Crystal Kayの楽曲参加や倖田來未のライブサポート、Malignant Co.のドラマー。
歯科医師としての顔を持つ。
打首獄門同好会の「歯痛くて」という曲ではDr.COYASS名義で客演参加した。
ugazin(guitar)
緑のデブ。東京都出身。
デブパレードのメインソングライター。
過去、MONGHANG、熊猫xiongmao、14"fourteen"、EdgePlayerなどのバンドに参加。
現在はタツマキ、コロバミルクバーにて活動中。
たかぴ〜(Bass)
青いデブ。福岡県出身。
結成当初は100kg未満であったため、「ガリ」という名前で活動していた。
ハンサム判治同様、ハンサム兄弟のメンバーである。
TAH(Drums)
白いデブ。埼玉県出身。
元GQ06のメンバー。

## 作品・CD

### シングル
- BODY&SOUL/cosmic mind(2008年6月25日)
  1. Body & Soul (SPEEDのカバー曲）
  2. cosmic mind (ギララの逆襲/洞爺湖サミット危機一発 メインテーマ)
  3. ME☆TA☆BO〜俺たちミートボール〜

- バッチコイ!!!(2009年3月11日)
  1. バッチコイ!!! (テレビ東京系アニメ「NARUTO -ナルト- 疾風伝」エンディングテーマ)
  2. GODS N' DEATH

## 出演

### テレビ
- ファイテンション☆テレビ
- 音流〜On Ryu〜（2009年3月14日）